# Océane Godard
Océane Godard, née le 22 novembre 1982 à Sens (Yonne), est une femme politique française, élue députée en juillet 2024 de la 1ère circonscription de Côte-d'Or.

## Biographie
Océane Godard est originaire de l'Yonne. Elle s'installe à Dijon en 2001 pour ses études. Elle est diplômée d'un master en psychologie du travail de l'université de Bourgogne et travaille au sein d'associations de formation et d'insertion.
Elle rejoint le Parti socialiste en 2007. En 2014, elle est élue conseillère municipale de Dijon sur la liste de François Rebsamen (en 30e place). Ce dernier la nomme alors adjointe au maire chargée de l'emploi. En 2020, elle figure en 5e position sur la liste de François Rebsamen et est réélue conseillère municipale et métropolitaine.
Après les élections régionales de 2015 en Bourgogne-Franche-Comté, Océane Godard devient vice-présidente du conseil régional chargée de la recherche, de l'enseignement supérieur et de l'université. Elle démissionne alors de son poste d'adjointe à la mairie de Dijon. Elle est réélue conseillère régionale en 2021 et prend la vice-présidence de région chargée des lycées, de l'offre de formation, de l'apprentissage et de l'orientation. Elle occupe ces fonctions jusqu'à son élection comme députée en 2024, dans le respect de la loi sur le non-cumul des mandats.
Au niveau national, elle est désignée secrétaire nationale du Parti socialiste en 2018, chargée la transition numérique et de l'économie.
Lors des élections législatives de 2024, Océane Godard est investie par le Parti socialiste et le Nouveau Front populaire dans la 1re circonscription de la Côte-d'Or. Elle affronte toutefois la candidature dissidente d'une autre socialiste, Sladana Zivkovic. Au premier tour, Océane Godard arrive en tête avec 29,16 % des suffrages, devant le député sortant Renaissance Didier Martin (27,48 %) et le candidat du Rassemblement national Cyline Humblot-Cornille (25,77 %). Au second tour, elle est élue députée avec 37,15 % des voix, devant Didier Martin (34,36 %) et Cyline Humblot-Cornille (28,49 %).
A l'Assemblée nationale, elle siège à la commission des Affaires sociales.

### Élections de 2024
| Candidat                 | Candidat                 | Parti et coalition       | Nuance                   | Premier tour | Premier tour | Second tour | Second tour |
| Candidat                 | Candidat                 | Parti et coalition       | Nuance                   | Voix         | %            | Voix        | %           |
| ------------------------ | ------------------------ | ------------------------ | ------------------------ | ------------ | ------------ | ----------- | ----------- |
|                          | Océane Godard            | PS (NFP)                 | UG                       | 14 679       | 29,16        | 18 716      | 37,15       |
|                          | Didier Martin            | RE (ENS)                 | ENS                      | 13 830       | 27,48        | 17 314      | 34,36       |
|                          | Cyline Humblot-Cornille  | RN                       | RN                       | 12 969       | 25,77        | 14 356      | 28,49       |
|                          | François-Xavier Dugourd  | LR - NÉ                  | LR                       | 6 126        | 12,17        |             |             |
|                          | Sladana Zivkovic         | PP diss.                 | DVG                      | 2 232        | 4,43         |             |             |
|                          | Julien Thévenin          | LO                       | EXG                      | 497          | 0,99         |             |             |
|                          |                          |                          |                          |              |              |             |             |
| Suffrages exprimés       | Suffrages exprimés       | Suffrages exprimés       | Suffrages exprimés       | 50 333       | 98,22        | 50 386      | 97,34       |
| Votes blancs             | Votes blancs             | Votes blancs             | Votes blancs             | 657          | 1,28         | 1 081       | 2,09        |
| Votes nuls               | Votes nuls               | Votes nuls               | Votes nuls               | 255          | 0,50         | 298         | 0,58        |
| Total                    | Total                    | Total                    | Total                    | 51 245       | 100          | 51 765      | 100         |
| Abstention               | Abstention               | Abstention               | Abstention               | 19 250       | 27,31        | 18 746      | 26,59       |
| Inscrits / participation | Inscrits / participation | Inscrits / participation | Inscrits / participation | 70 495       | 72,69        | 70 511      | 73,41       |